# بیت شقاقی (روستا)
 بیت شقاقی  به عربی ( بیت الَشَقاقی )، روستایی است در دهستان احبوب از توابع استان 
استان صَنعاء در کشور یمن در شبه جزیره عربستان.

## جمعیت
جمعیت آن (۱۰۰ ) نفر (۱۰ خانوار) می‌باشد.